# Cách mạng Đức 1918–1919
Cách mạng Đức 1918–1919, còn được gọi là Cách mạng Tháng 11 (tiếng Đức: Novemberrevolution), là một cuộc nổi dậy của công nhân và binh lính diễn ra vào những ngày cuối của Chiến tranh thế giới thứ nhất. Nó chứng kiến sự sụp đổ của Đế quốc Đức một cách nhanh chóng và rất ít đổ máu, rồi chuyển giai đoạn kế tiếp bạo lực hơn, với việc những người ủng hộ cộng hòa đại nghị chiến thắng những người ủng hộ cộng hòa xô viết. Sự thất bại của các phái cực tả mở đường cho sự thành lập Cộng hòa Weimar.

## Nguyên nhân
Nguyên nhân của cuộc cách mạng là do những gánh nặng trong hơn bốn năm chiến tranh, cú sốc về sự thất bại của Đế chế Đức, các cấu trúc tiền dân chủ và những sự căng thẳng xã hội cũng như về mặt chính trị do giới ưu tú nắm quyền không sẵn lòng cải tổ. Nguyên nhân trực tiếp là lệnh hạm đội của giới lãnh đạo hải chiến vào ngày 24 tháng 10 năm 1918, bất chấp sự thất bại chiến tranh đã rõ ràng của Đức lại gửi Hạm đội Đức ra biển để đánh một trận chiến cuối cùng chống lại Hải quân Hoàng gia Anh. Cuộc nổi loạn vì kế hoạch này của một số thủy thủ trên tàu và tiếp theo là cuộc nổi dậy của lính hải quân ở Kiel phát triển trong một vài ngày thành một cuộc cách mạng, làm ảnh hưởng đến toàn bộ đất nước. Nó dẫn dến việc tuyên bố thành lập một nước Cộng hòa vào ngày 9 tháng 11 năm 1918 tại Berlin và sau đó đến sự thoái vị của hoàng đế Wilhelm II và tất cả các công tước khác trong liên bang.
Những mục tiêu từ những ý tưởng xã hội chủ nghĩa của một số nhà cách mạng đã thất bại trong tháng 1 năm 1919, do sự phản đối của lãnh tụ đảng SPD Friedrich Ebert. Lo sợ một cuộc nội chiến sẽ xảy ra, họ không muốn các đảng tư sản lật đổ các tầng lớp ưu tú hoàng gia cũ, mà hòa giải với giới này bằng các điều kiện dân chủ mới. Để đạt được mục đích này họ đã thành lập một liên minh với Bộ tổng tham mưu quân đội (Obersten Heeresleitung) để cho các đoàn quân Freikorps khuynh hữu dùng bạo lực đập tan cuộc nổi dậy Spartacus.
Giai đoạn cách mạng kéo dài từ tháng 11 năm 1918 cho đến khi thành lập vào tháng 8 năm 1919 một nước cộng hòa mà sau này được gọi là Cộng hòa Weimar.